# HD 84406
HD 84406 é uma estrela a aproximadamente 258,5 anos-luz de distância na constelação da Ursa Maior. A estrela é uma estrela do tipo G espectral e tem um movimento próprio alto.
Em 4 de fevereiro de 2022, a HD 84406 foi a primeira estrela vista pelo Telescópio Espacial James Webb. Relativamente isolada, a estrela foi usada para testar e alinhar o foco dos 18 espelhos primários do telescópio.

## Galeria

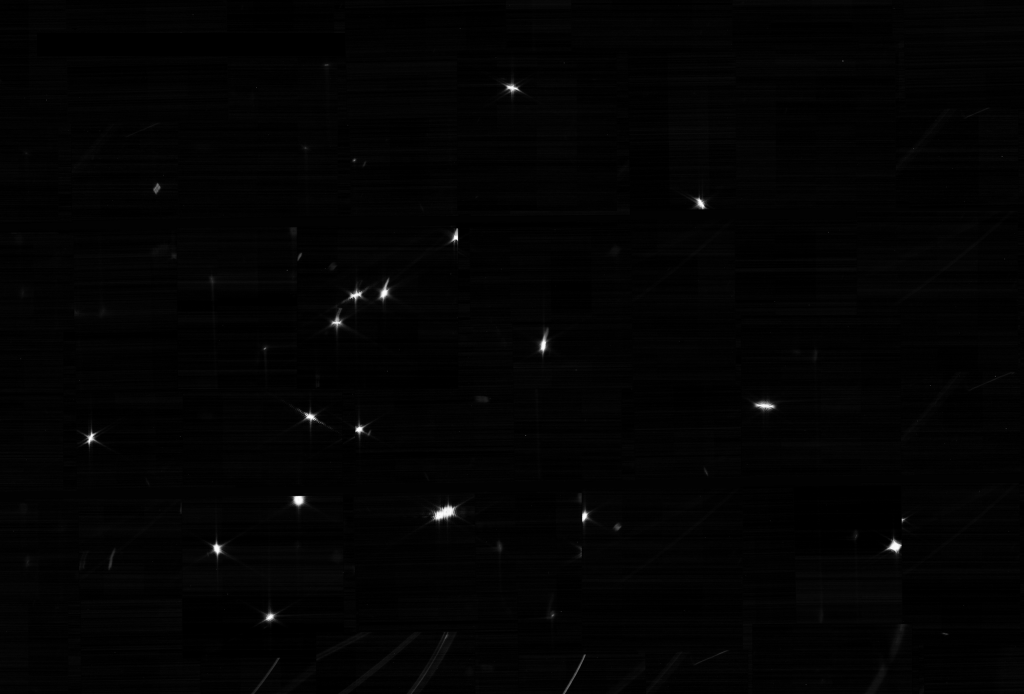
18 fotos da mesma imagem pelos 18 segmentos de espelho sem foco.
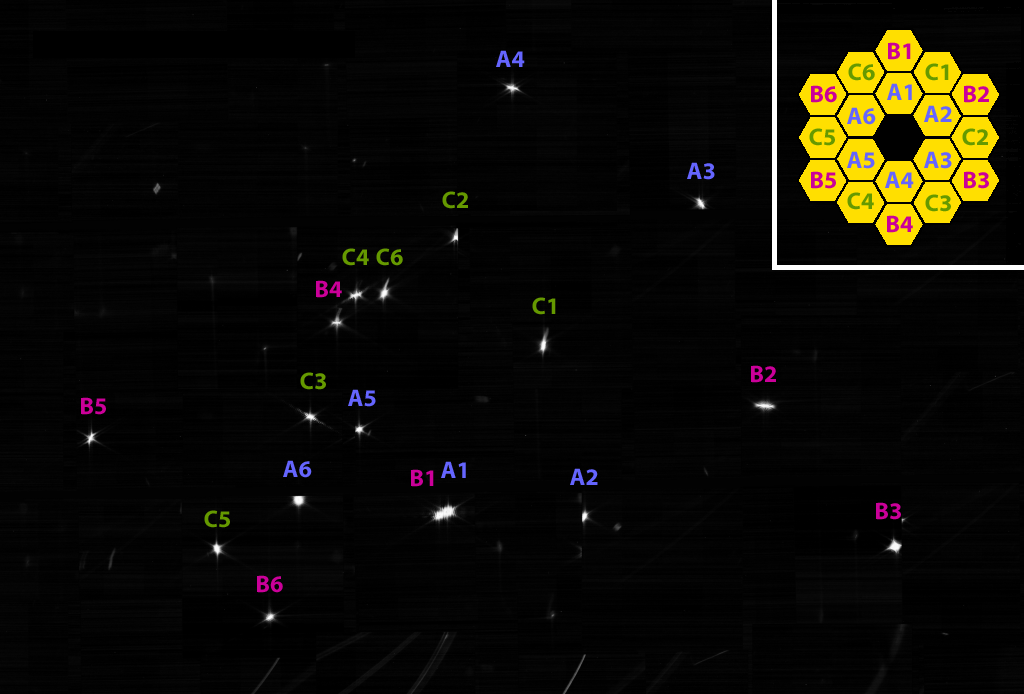
Imagem provisória da fase 1, anotada com os segmentos espelhados relacionados que capturaram cada imagem.
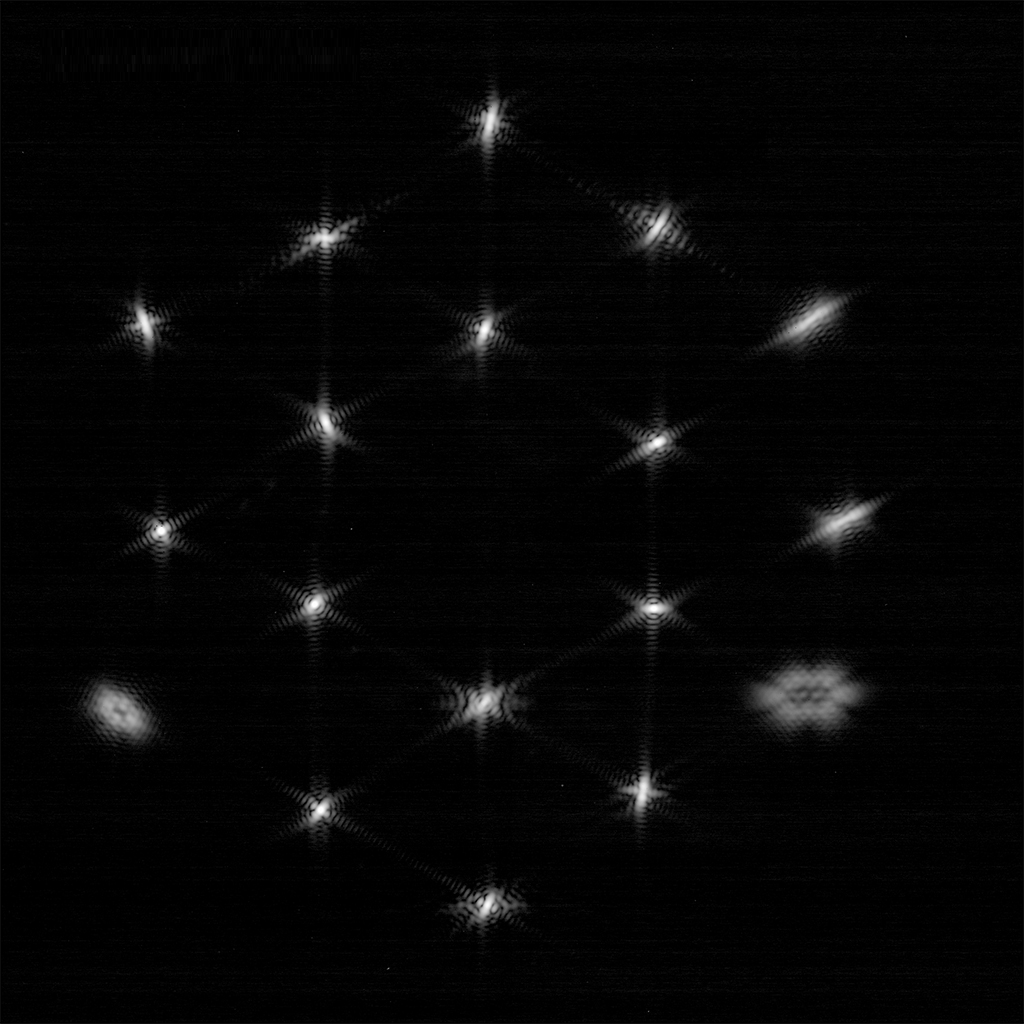
18 imagens desfocadas da mesma estrela alvo HD 84406.
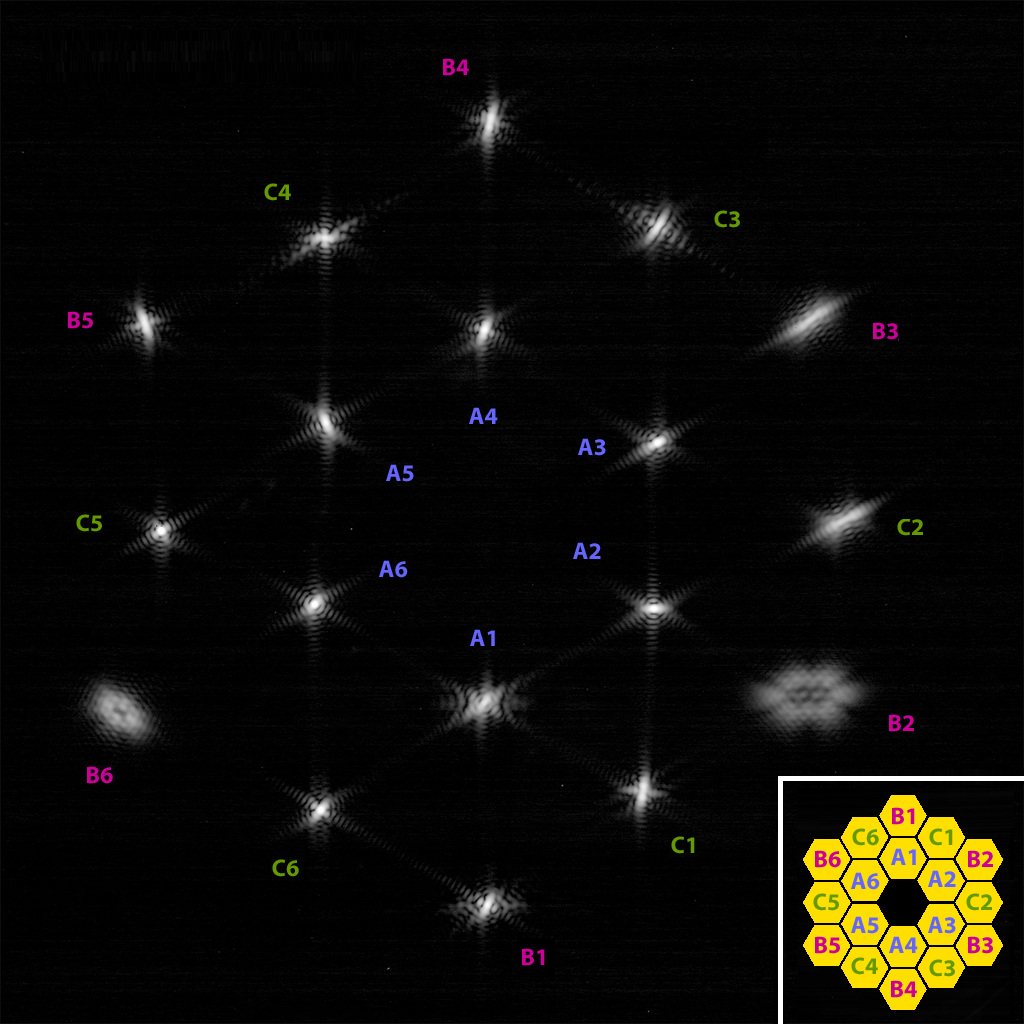
Phase 1 annotated completion image of HD 84406.
Conclusão da fase 2, mostrando os efeitos "antes e depois" do alinhamento do segmento. (c. 13 March 2022)[3][4]